# Sân vận động đa năng

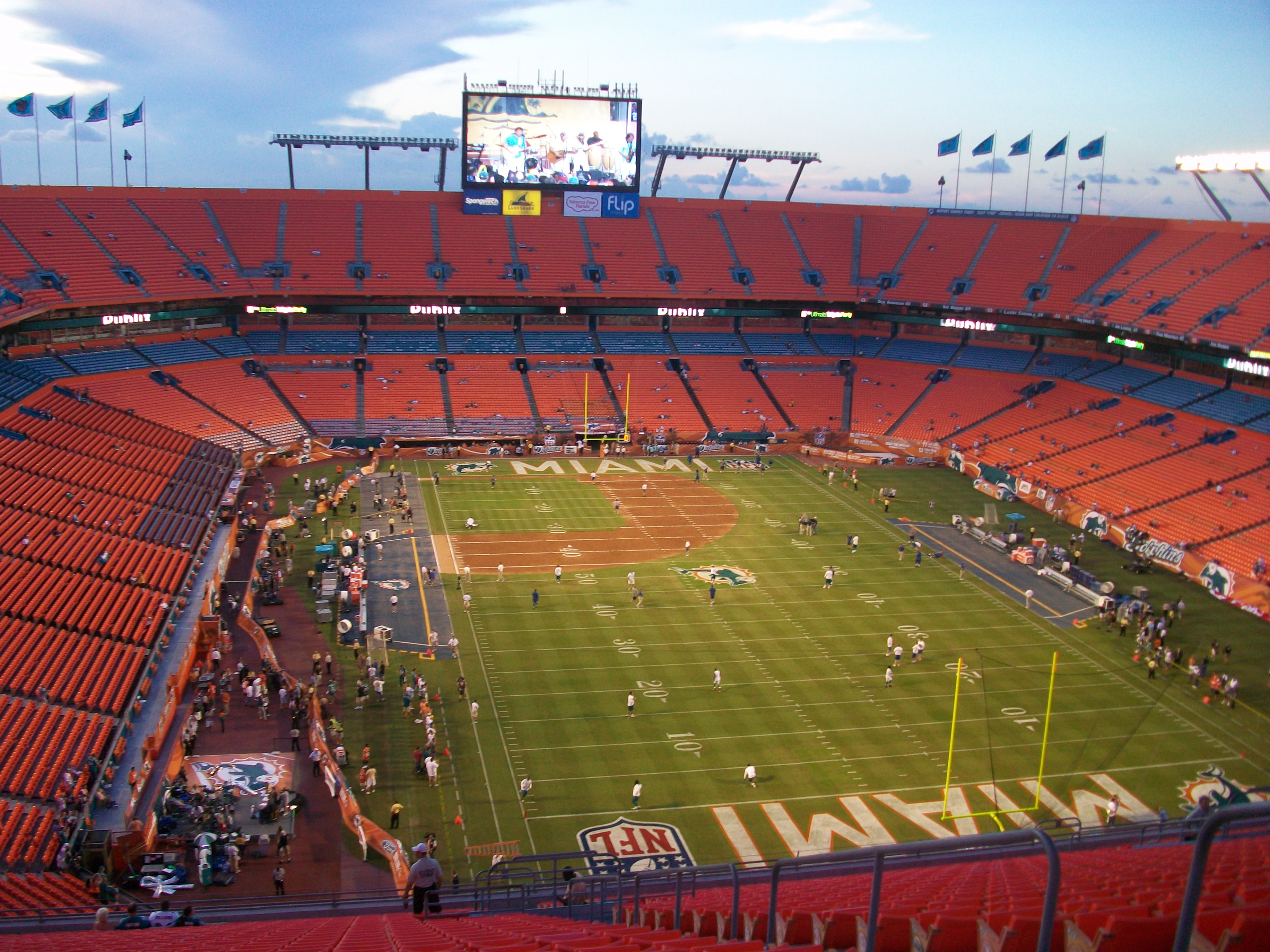
Một sân vận động đa năng ở Mỹ

Sân vận động đa năng (Multi-purpose stadium) là một loại sân vận động được thiết kế để dễ dàng sử dụng cho nhiều loại sự kiện thể thao. Mặc dù bất kỳ sân vận động nào cũng có khả năng tổ chức nhiều loại hình thể thao hoặc sự kiện, nhưng khái niệm này thường đề cập đến một chỉ đạo thiết kế cụ thể nhấn mạnh tính đa chức năng (kiêm dụng, lưỡng dụng) hơn là tính chuyên biệt trong mục đích sử dụng, khai thác công năng của cơ sở vật chất. Mô hình sân vận động đa năng này đã lần đầu xuất hiện vào những năm 1920 ở New England.

## Tổng quan
Sân vận động đa chức năng được sử dụng phổ biến nhất ở Canada và Hoa Kỳ, nơi hai môn thể thao đồng đội ngoài trời phổ biến nhất là bóng bầu dục Canada hoặc bóng bầu dục Mỹ và bóng chày với yêu cầu cơ sở vật chất hoàn toàn khác nhau. Bóng đá sử dụng sân hình chữ nhật, trong khi bóng chày được chơi trên sân bóng chày có hình thoi và có vành sân ngoài rộng. Vì sân bóng chày Canada lớn hơn sân bóng chày Mỹ, nên các thông số kỹ thuật thiết kế cho các cơ sở của Canada có phần ít khắt khe hơn. Thiết kế đặc biệt để chứa cả hai thường là hình bầu dục, mặc dù một số thiết kế sau này sử dụng Octorad. Mặc dù việc xây dựng sân vận động theo cách này có nghĩa là các đội thể thao và chính phủ có thể chia sẻ chi phí nhưng nó cũng đặt ra một số thách thức.
Ở Bắc Mỹ, các sân vận động đa năng chủ yếu được xây dựng trong những năm 1960 và 1970 làm sân nhà chung cho các đội Major League Baseball và National Football League hoặc Canadian Football League. Một số sân vận động đã được cải tạo để có thể bố trí đa năng trong những năm 1980. Loại sân vận động này gắn liền với kỷ nguyên ngoại ô hóa, trong đó nhiều đội thể thao theo chân người hâm mộ của họ rời khỏi các thành phố lớn để đến những vùng đất rẻ hơn, quỹ đất dồi dào hơn. Chúng thường được xây dựng gần đường cao tốc và có bãi đậu xe lớn nhưng hiếm khi được kết nối với phương tiện công cộng. Vì các sân vận động đa năng hiếm khi lý tưởng cho cả hai môn thể thao thường được tổ chức trong đó, nên chúng không còn được ưa chuộng vào những năm 1990, với SkyDome (ở Canada) mở cửa vào năm 1989 là sân vận động cuối cùng được hoàn thành để phục vụ bóng chày và bóng đá. Với việc hoàn thành Khu liên hợp thể thao Truman ở Thành phố Kansas vào năm 1973, một mô hình sân vận động được xây dựng theo mục đích đã được đặt ra.
Kể từ khi Oriole Park at Camden Yards mở cửa vào năm 1992, hầu hết các sân vận động thể thao giải đấu lớn đã được xây dựng riêng cho một môn thể thao, mặc dù một số ít sân vận động NFL (ví dụ: Seattle, Atlanta, Charlotte) đã được xây dựng với sự cân nhắc về khả năng sử dụng sân vận động cho Giải bóng đá lớn hoặc bóng đá quốc tế. Các sân phù hợp cho bóng đá hầu như luôn phù hợp như nhau cho cả hai môn bóng bầu dục và 2031 Rugby World Cup dự kiến sẽ sử dụng các sân vận động giống như NFL và MLS. Các môn thể thao mùa đông, đặc biệt là sân trượt băng tốc độ, có thể là sân vận động đa năng. Cũng góp phần vào sự ra đời của sân vận động đa năng là việc người Mỹ sử dụng ô tô ngày càng tăng, đòi hỏi các sân vận động thể thao chuyên nghiệp được bao quanh bởi bãi đậu xe, hầu hết các thành phố đều thiếu không gian hợp lý cho những sân vận động như vậy gần trung tâm thành phố của họ, vì vậy các sân vận động đa năng thường được xây dựng ở vùng ngoại ô với việc dễ dàng lái xe ra vào đường cao tốc.